# Paläografie
Paläografie oder Paläographie (von altgriechisch παλαιός palaiós, deutsch ‚alt‘, und -grafie) ist die Lehre von alten Schriften. Sie ist eine Hilfswissenschaft der Geschichte und auch Teilgebiet der Papyrologie. Handgeschriebene Schriften der Frühen Neuzeit und der neueren Zeit fallen in das Fachgebiet der Archivkunde, gedruckte Schriften in das der Paläotypie bzw. der Typografie. Die wissenschaftliche Beschäftigung mit der Handschriftenkunde erfolgt in der Kodikologie.

## Aufgaben und Methoden
Aufgabe der Paläografie ist es, die lebendige Entwicklung der Schrift in ihren Einzelheiten an den überlieferten Schriftdenkmälern nachzuvollziehen. Paläografische Kenntnisse helfen dabei, die verschiedenen Schriftarten und Buchstabenformen in ihren Entwicklungsphasen zu erkennen, um dadurch historische Schriften entziffern sowie undatierte Schrift- und Literaturdenkmäler räumlich und zeitlich einordnen, unter Umständen auch Schreibschulen oder sogar individuelle Schreiberhände identifizieren zu können. Schriftstücke, die auf diesem Wege oder aufgrund anderer Hinweise bekannten Persönlichkeiten zugeordnet werden, bezeichnet man als Autographen.
Die Methoden bestehen dabei wesentlich in der Analyse der Buchstabenformen oder auch der Verwendung typischer Abbreviaturen (Abkürzungen). Beides ist speziell bei Inschriften oft die einzige Datierungsmöglichkeit, da das Schreibmaterial (anders als bei organischen Stoffen wie Papier, Pergament oder Leder) kaum Datierungshilfen gibt.
Sie unterscheidet die verschiedenen Schriftstränge (die folgenden Beispiele beschränken sich auf den vorderen Orient und Europa): Ägyptische Paläografie mit den Schriftarten der ägyptischen Hieroglyphen, der hieratischen, der demotischen und der koptischen Schrift, Paläografie der altorientalischen Keilschriften, phönizische Paläographie, aramäische bzw. syrische Paläografie, hebräische Paläografie, äthiopische Paläografie, Griechische Paläografie, Kyrillische Paläografie, Lateinische Paläografie, Arabische Paläografie, Paläografie der germanischen Runen usw. Die Lehre von historischen Notationsformen von Musik (Notationskunde) wird auch als musikalische Paläografie bezeichnet.